# Germán Abdala
Dario Germán Abdala (Santa Teresita, provincia de Buenos Aires, 12 de febrero de 1955 - Buenos Aires, 13 de julio de 1993) fue un sindicalista y político argentino, dirigente del Partido Justicialista y miembro del Grupo de los Ocho.

## Biografía
Hijo de un comerciante de origen sirio-libanés, se educó en su ciudad natal, San Clemente del Tuyú, y en Buenos Aires.
Desde muy joven militó en la Juventud Peronista, y ayudaba a la población de villas de emergencia; se vinculó a la central sindical CGT. Desde 1975 trabajó en los Talleres de Minería del Estado como pintor, y participó en la actividad sindical en su sindicato, Asociación de Trabajadores del Estado (ATE), donde trabó amistad con los dirigentes Víctor De Gennaro y Claudio Lozano.
Durante la última dictadura cívico militar, junto a De Gennaro, enfrentaron la intervención a su sindicato, manejado por Juan Roberto Horvath, vinculado al gobierno. Al frente de una agrupación llamada "ANUSATE", derrotaron a Horvath en las elecciones sindicales de 1984, y Abdala asumió como secretario general de la Sección Capital de ATE.
Se mantuvo relativamente prescindente en las luchas internas del Partido Justicialista antes y después de la derrota electoral de 1983. En 1985, junto a Carlos "Chacho" Álvarez, fundó el Movimiento Renovador Justicialista de la Capital Federal. Integró los llamados “25 gremios”, opuesto a las “62 Organizaciones”, y militó en el Movimiento de Unidad y Solidaridad.
Desde mediados de la década de 1980 se le diagnosticó cáncer, y fue sometido a más de veinte intervenciones quirúrgicas.
En 1989 fue elegido diputado nacional por el Partido Justicialista. Desde el mismo mes de diciembre en que asumió el cargo, comenzó a distanciarse del presidente Carlos Menem y su política neoliberal. Propuso y consiguió una ley de convenciones colectivas de trabajo especial para trabajadores estatales.
A mediados de 1990, cuando el presidente Menem indultó a los militares condenados por delitos durante la dictadura de 1976-1983, fundó el Grupo de los Ocho, con Chacho Álvarez, Darío Alessandro, Luis Brunati, Juan Pablo Cafiero, Franco Caviglia, Moisés Fontela y José "Conde" Ramos, fundando un bloque de diputados separado del Partido Justicialista. Considerando que quienes habían abandonado las “banderas” del Justicialismo eran los oficialistas, se negaron a desafiliarse al Partido Justicialista.
En 1992 comenzó a perder fuerzas la oposición “desde adentro” dirigida por el Grupo de los Ocho, proceso que Abdala fue de los primeros en identificar. Ese año fue reelecto, por tercera vez, secretario general de ATE Capital. Aprovechando la ratificación de su fuerza sindical, participó en la formación de la Central de Trabajadores de la Argentina, unión sindical rival de la CGT oficialista. Su primer congreso fue celebrado en noviembre de ese año, y Abdala debió concurrir al mismo en silla de ruedas, dado el agravamiento de su enfermedad. 
Falleció el 13 de julio de 1993, y sus cenizas fueron esparcidas en el mar, frente al balneario de Santa Teresita.